# رنال گانیف
رنال گانیف (روسی: Реналь Рамилевич Ганеев؛ زادهٔ ۱۳ ژانویهٔ ۱۹۸۵) شمشیرباز اهل روسیه است.